# 石橋八九郎 (1833年生の実業家)
石橋 八九郎（いしばし はちくろう、旧姓・阪本、幼名・甚七、1833年〈天保4年〉 - 没年不明）は、日本の商人・会社役員・慈善家。救恤を致す。

## 人物
紀州の人。海草郡加太村（現・和歌山市）生まれ。阪本甚右衛門の子である。家は代々網綱を商とし、「十一屋」と称する。成長すると紀泉両州に行商し、網綱を販ぎ1日も懈怠せず、「十一屋」の名が大に揚がる。
安政5年、石橋家を嗣ぐ。当時石橋家の資産は富裕ではなく、僅かに米穀と肥物を商い唯数畝の菜園あるのみであったが、八九郎が励精刻苦、家事を見るとまもなく漸く富裕となった。性格は慈善を好み、救恤を致し、官は褒賞を賜うことになったが、八九郎は固辞して受けなかった。
紀州銀行取締役、南陽肥料取締役などをつとめる。住所は和歌山県海草郡塩津村（現・海南市下津町塩津）。石橋合名会社代表社員石橋八九郎（旧姓・中村）は養子。